# ويليام شو (فيلسوف)
ويليام شو (بالإنجليزية: William Shaw)‏ هو فيلسوف أمريكي، ولد في 31 يوليو 1948.